# William Morris, 1. Viscount Nuffield

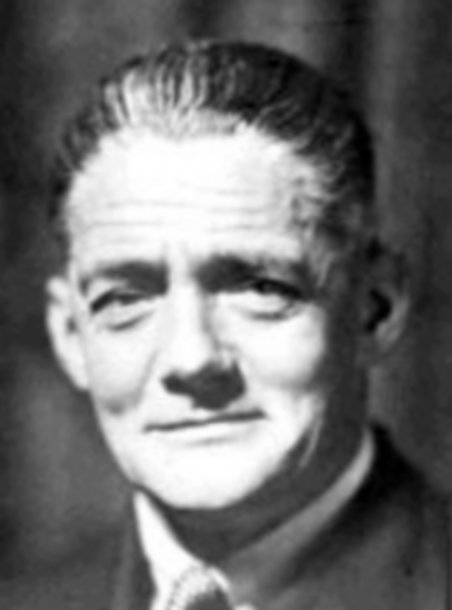
William Richard Morris, um 1920

William Richard Morris, 1. Viscount Nuffield (* 10. Oktober 1877 in Worcester; † 22. August 1963 in Nuffield, South Oxfordshire) war der Gründer der Morris Motor Company. Durch sein soziales Engagement wurde er auch als Philanthrop bekannt.

## Leben und Werk
Nachdem Morris als 15-Jähriger die Schule verlassen hatte, begann er zunächst eine Ausbildung zum Fahrradmechaniker und Fahrradverkäufer in Oxford. Nur neun Monate später eröffnete er mit 16 Jahren und einem Startkapital von 4 £ einen kleinen Fahrradreparaturbetrieb im Haus seiner Eltern. Da sich sein Geschäft sehr gut entwickelte, konnte er schon bald expandieren. In seinem neuen Ladengeschäft reparierte er nicht nur Fahrräder, sondern begann schon bald mit einer eigenen Produktion. Seit 1901 wandte sich Morris verstärkt motorisierten Fahrzeugen zu und entwarf im selben Jahr ein Motorrad, das Morris Motor Cycle. 1902 erwarb er eine größere Werkstatt und konzentrierte sich fortan auf den Verkauf und die Reparatur von Automobilen.
1912 entwarf Morris den Bull Nosed Morris, ein Auto, das ihm zum Durchbruch als Produzent von Pkw verhalf. Die Produktion des Modells wurde zunächst in einer ausrangierten ehemaligen Kaserne in Cowley aufgenommen. Der Ausbruch des Ersten Weltkrieges bedeutete allerdings schon bald einen herben Rückschlag für das Unternehmen und die Fabrik wurde für die Dauer des Krieges zur Produktionsstätte von Munition umgebaut. Unmittelbar nach dem Krieg kehrte Morris jedoch schnell zur Produktion von Automobilen zurück. Zwischen 1919 und 1925 konnte er die Produktion seines Automobils von anfänglich 400 auf 56.000 Stück jährlich steigern, indem er weitere Produktionsstätten in Abingdon, Birmingham und Swindon hinzukaufte oder bauen ließ. Morris’ Erfolg in dieser Zeit war insbesondere auf die Fließbandfertigung zurückzuführen, wie sie Henry Ford in den USA für die Autoproduktion eingeführt hatte. Dadurch konnte er Fahrzeuge fertigen, die nicht mehr nur für besonders wohlhabende Schichten erschwinglich waren.
Ein neues, nicht minder erfolgreiches Modell wurde 1929 eingeführt, der Morris Minor.
Im selben Jahr wurde Morris der erbliche Adelstitel eines Baronet, of Nuffield in the County of Oxford, verliehen. 1934 wurde er mit dem Titel Baron Nuffield, of Nuffield in the County of Oxford, zum Peer erhoben und dadurch Mitglied des House of Lords. 1938 wurde er zudem zum Viscount Nuffield, of Nuffield in the County of Oxford, erhoben. Morris war Mitglied des Anglo-German Fellowship, einer 1935 gegründeten pro-nationalsozialistischen Organisation.
1938 kaufte Morris den insolventen Fahrrad- und Pkw-Produzenten Riley von der Eigentümerfamilie und veräußerte den Betrieb umgehend an seine eigene Morris Motor Company weiter. Im selben Jahr erwarb er die Wolseley Motor Company und verschmolz sie ebenfalls mit seinem Unternehmen, das in der Folge zunächst als Nuffield Organisation firmierte. Nach dem Zusammenschluss mit der Austin Motor Company im Jahr 1952 entstand daraus die British Motor Corporation.
Morris war seit 1904 mit Elizabeth Anstey verheiratet, die Ehe blieb jedoch kinderlos. Seine Adelstitel fanden dementsprechend bei seinem Tod keine Nachfolge und erloschen.
William Richard Morris starb im Alter von 85 Jahren und liegt auf dem Holy Trinity Churchyard von Nuffield in Oxfordshire begraben.

### Mäzenatentum
Da Morris das Anhäufen von Vermögen nicht als Selbstzweck betrachtete, spendete und stiftete er einen Großteil seines Vermögens für soziale und gesellschaftliche Zwecke. Während seiner Lebenszeit gab Morris für diese Belange knapp 30 Millionen £ seines Vermögens aus, was nach heutiger Rechnung knapp 600 Millionen £ entspräche. Er gründete unter anderem 1943 die „Nuffield Foundation“ zur Förderung von Bildung und sozialer Fürsorge und stattete sie mit einem Kapital von 10 Millionen £ aus. Ferner begründete er das Nuffield College in Oxford. Auch für die Medizin wendete er einen nicht unbeträchtlichen Teil seines Vermögens auf und förderte damit die Gründung und den Unterhalt von Krankenhäusern („Nuffield Hospitals“).